# Essential Video Coding
MPEG-5 Essential Video Coding (EVC) ist ein Standard zur Videokompression, der von der MPEG im April 2020 unter der Bezeichnung MPEG-5, Teil 1 festgelegt wurde. Es soll beispielsweise bei der Übertragung von Video über 5G-Netze zum Einsatz kommen. Der Standard besteht aus einem lizenzkostenfreien Basis-Profil und einzeln schaltbaren Verbesserungen.

## Konzept und Beteiligte
Das öffentlich zugängliche Anforderungsdokument skizziert einen Entwicklungsprozess, der sich gegen Patentbedrohungen zur Wehr setzt: Es werden zwei Sätze von Kodierungswerkzeugen definiert, nämlich Basis- und erweiterte Werkzeuge:
- Die Basis ("Baseline Profile") besteht aus Werkzeugen, die vor mehr als 20 Jahren veröffentlicht wurden oder für die eine Erklärung vom Typ 1 vorliegt. Typ 1 oder Option 1 bedeutet in der ISO-Sprache lizenzkostenfrei.
- Im gebührenpflichtigen erweiterten Satz ("Main Profile") befinden sich 21[7] Werkzeuge. Jedes der 21 verschiedenen Kodierwerkzeuge aus dem Hauptprofil kann einzeln abgeschaltet und bei Bedarf durch ein entsprechendes kostenloses Basisprofiltool ersetzt werden. Diese Struktur macht es einfach, in Zukunft auf einen kleineren Satz von Kodierungswerkzeugen zurückzugreifen, wenn beispielsweise Patentstreitigkeiten in Bezug zu einem bestimmten Kodierwerkzeug auftreten, ohne die Kompatibilität mit bereits eingesetzten Decodern zu beeinträchtigen.[7]  Bitstrom-umschaltbare Kodierwerkzeuge sind auch von Divideons XVC bekannt.

Der Standard basiert auf Vorschlägen der Firmen Samsung, Huawei und Qualcomm. Die beteiligten Firmen haben zugesagt, ihre Patentansprüche zu FRAND-Bedingungen anzubieten und innerhalb von 2 Jahren nach der Festlegung ihre Lizenzbedingungen zu veröffentlichen.
Samsung geht von einer Bitrateneinsparung im Basisprofil von 40 % gegenüber H.264/AVC aus, d. h. das Basisprofil ist hinsichtlich Kompressionsfähigkeit vergleichbar mit den Möglichkeiten von H.265/HEVC. In einem Test Ende 2021 lag die Bitrateneinsparung gegenüber x264 bei 30,2 %. Für das Hauptprofil geht man von einer Einsparung von 40 %, jedoch gegenüber H.265/HEVC aus. In dem erwähnten Test wurde dieser Wert mit 41,56 % bestätigt, das Hauptprofil liegt damit hinsichtlich der Kompressionsfähigkeit sehr dicht am konkurrierenden, ebenfalls lizenzkostenpflichtigen Standard Versatile Video Coding. Es ist aber nur 3,4 % besser als der lizenzkostenfreie, im Test als libaom-AV1 bezeichnete Codec. Dieser ist zudem beim Encoding und Decoding deutlich schneller.

## Software
- REVC Encoder/Decoder, der in der Programmiersprache RUST entwickelt wird.[12]

- XEVE (the eXtra-fast Essential Video Encoder) bezeichnet sich selbst als schneller Open Source EVC-Encoder. Er ist in C99/C9X geschrieben und unterstützt sowohl das Baseline-Profil als auch Main-Profil von EVC. Die Lizenzierung erfolgt unter der 3-Klausel-BSD Lizenz.[13] Analog dazu gibt es auch XEVD (eXtra-fast Essential Video Decoder).[14]

## Bildformat
Der HEIF-Standard sieht in der Version 2 auch Bildformate auf Basis von EVC für beide Profile vor.